# Hemiciclo

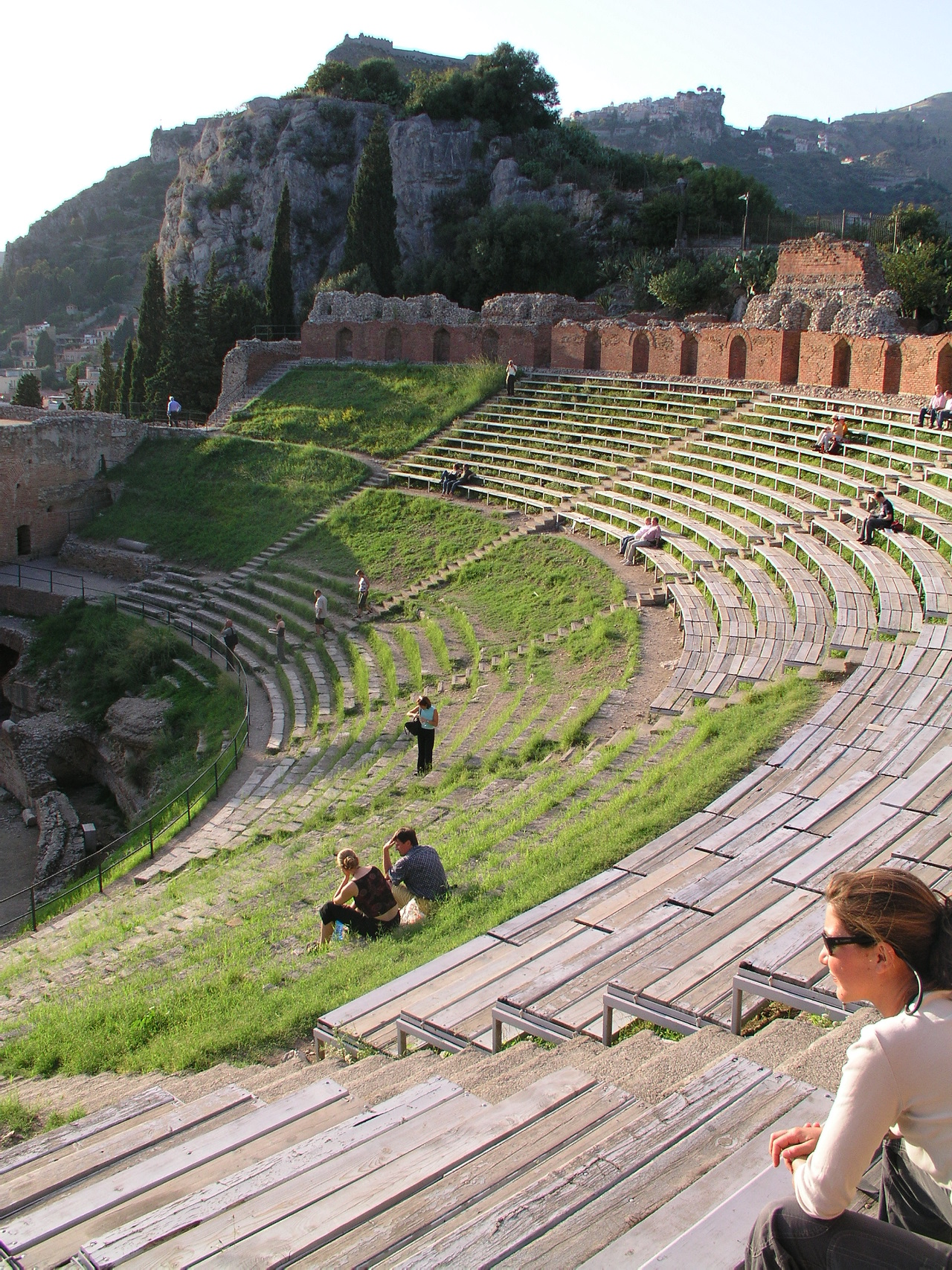
Teatro griego en Taormina.

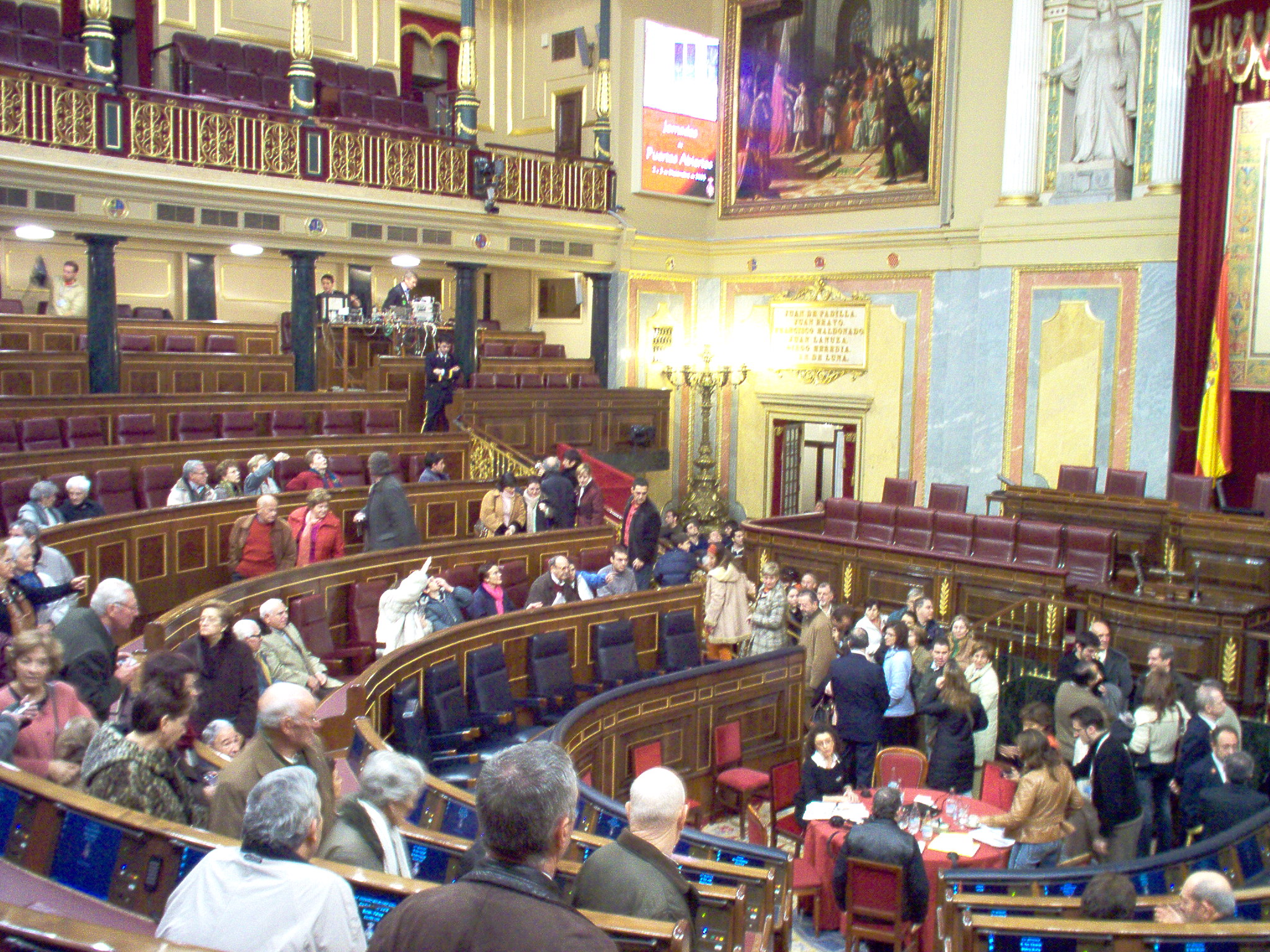
Congreso de los Diputados español.

Un hemiciclo (del griego εμι emi, medio y κuκλοs kyklos círculo) es un espacio arquitectónico público con planta en forma semicircular. El término indica generalmente la forma arquitectónica cóncava como la famosa Plaza del Plebiscito (Nápoles) o la de la Plaza de la República (Roma). A menudo, se utiliza también para designar la forma del ábside.
La elección de la planta con forma curva en lugar de rectilínea, puede estar justificada por motivos estético, simbólicos, prácticos o estilísticos. Así, la forma circular u oval puede dar a una plaza un efecto escenográfico. Este es el caso de la Plaza de San Pedro en Roma. Otras veces, prevalecen exigencias prácticas, como por ejemplo en el uso del hemiciclo en los teatros griegos. La mejor disposición se ostentaba de hecho si el público se encontraba sentado en un graderío (cavea) construido alrededor del escenario.
Por otro lado, está claro que la apertura del ángulo no debe necesariamente corresponder a la del semicírculo. En el caso del teatro griego, por ejemplo, ésta superaba los 180 grados.
Del hemiciclo del teatro griego proviene de forma metafórica, el uso de esta palabra para indicar un parlamento o una sala parecida (por ejemplo, el Congreso de los Diputados de España o la Asamblea Nacional de París, situada en el Palacio de los Borbones) o bien los órganos que se reúnen en dicha sala.